# Alopecosa nigricans
Alopecosa nigricans är en spindelart som först beskrevs av Simon 1886.  Alopecosa nigricans ingår i släktet Alopecosa och familjen vargspindlar. Inga underarter finns listade i Catalogue of Life.